# 新選組藤堂平助
『新選組藤堂平助』（しんせんぐみとうどうへいすけ）は、秋山香乃の長編歴史小説。

## 概要
本作は秋山香乃のデビュー作であり、2000年9月に藤原青武（ふじわら せいむ）名義で発表された『SAMURAI―裏切者』の加筆修正版となる。

## あらすじ
文久元年の初夏、土方歳三は日野へ帰る途中で偶然斬り合いを目撃してしまう。
男を斬り伏せて返り血を浴びていたのはまだあどけなさの残る少年――藤堂平助だった。
初めて人を斬って激しく動揺するその少年をなぜか土方は放っておけず、試衛館へと連れて行くのであった。

## 登場人物
※年齢はすべて数え年で初登場時のもの。

### 主要人物
藤堂平助（とうどう へいすけ）
18歳。主人公。女性と見紛うほど華奢で可憐な容姿だが、北辰一刀流目録所持者で剣技は一流。自らの複雑な生い立ちに苦悩している。初めて生身の人間を斬って以来、人を斬ることを極端に恐れるようになる。出会ったばかりの素性も知れない、しかも目の前で人を斬り殺した自分の面倒をみてくれた土方は、初めて平助の心の琴線に触れた「親切」な人間だった。出会いからさほど月日も経たないうちに平助は土方を敬慕するようになる。
土方歳三（ひじかた としぞう）
27歳。多摩の豪農出身の若者。行商をしながら剣術修業に明け暮れている。平助の複雑な生い立ちや孤独な境遇に同情しつつも、裕福な家に生まれたとはいえ百姓の身分の自分には決して持ち得ない平助の出自に劣等感を抱く。そんな自分に対して純粋に好意を示す平助にやや苛立ちを覚えながらも、しだいに強く執着していく。

### 試衛館関係者
永倉新八（ながくら しんぱち）
23歳。神道無念流の達人。平助とは歳が離れているものの、やがて無二の親友となる。なんだかんだで平助を甘やかしてしまう。
沖田総司（おきた そうじ）
18歳。若き試衛館の塾頭。天才的な剣の才能を持つ。土方に対しても全く遠慮しない物言いが出来る明るく闊達な若者。
山南敬助（やまなみ けいすけ）
29歳。穏和で頭も切れ剣の腕も確かで「サンナンさん」と呼ばれ皆から慕われている。のちに新選組副長となり土方と共に近藤を支えていたが、大坂出張の際の斬り合いで土方をかばい剣がふるえなくなるほどの傷を負ってしまう。それ以来隊での存在感は著しく薄くなり、同門の平助との稽古や勤皇思想のみが生きる意味になっていく。
近藤勇（こんどう いさみ）
29歳。試衛館師範。土方とは幼なじみ。口が大きく角張った顔の男。無口だがおおらかな性格で、その度量の大きさに魅かれて周りに自然と人が集まる。のちに新選組局長となる。
原田左之助（はらだ さのすけ）
四国伊予出身の浪人。腹に切腹の傷痕がある。気性の激しい槍の名手。
井上源三郎（いのうえ げんざぶろう）
八王子在住の門人。年長者らしく穏やかな気性だが、頑固で一本気な面がある。

### 浪士組
清河八郎（きよかわ はちろう）
倒幕の決意を秘めた尊攘志士。浪士組を結成し盟主となる。同門の平助とは伊東を介して知り合う。江戸にいる時から交流を持ち、平助を京に誘う。上洛後に袂を分かった平助に「いつか土方たちを裏切る日が来る」という予言を残し、不吉な影を落とす。

### 新選組

#### 幹部
芹沢鴨（せりざわ かも）
水戸浪士。清河からも別格扱いされる有名人で豪剣の使い手。のちに新選組筆頭局長となる。
新見錦（にいみ にしき）
局長の一人。表向きは芹沢派だが野心を秘めている。隊の決定権が近藤と土方に移っていくことに焦燥と憎悪を募らせる。
斎藤一（さいとう はじめ）
20歳。会津公用方から預けられた明石の浪人。飄々とした性格。長身細身で年齢不詳の容貌をしている。隊内一と名高い沖田が初見で負けるかもしれないと評するほどの剣の実力者。平助の「最期の願い」を友人として叶えることになる。
武田観柳斎（たけだ かんりゅうさい）
入隊と同時に幹部に抜擢された軍学者。
伊東甲子太郎（いとう かしたろう）
伊東道場の主。有名な勤皇家で論客としても剣客としても一流の美男。平助の剣の師であり友人。玄武館で教授料が払えなくなった平助を道場に招き、「出世払いでいい」と言って剣の指導をした。隊に参加するやいなや参謀という破格の待遇を受け、隊士達からも人望を集める。やがて隊を割ることになった際、平助に「私を斬るか、隊を出るか」という究極の選択を迫る。
三木三郎（みき さぶろう）
伊東の実弟。兄に着いて京に上り、新選組に加盟する。ほどなくして九番隊組長に任命される。

#### 隊士
山崎烝（やまざき すすむ）
隊に加わり、主に監察として活躍する。京や大坂の事情に詳しい。
島田魁（しまだ かい）
大柄な男。入隊後、監察の任に就く。
坂上夕之助（さかがみ ゆうのすけ）
27歳。平助預かりの隊士。平助とは気心が知れた仲である。
新田信之（にった のぶゆき）
平助預かりの隊士。お目付け役は坂上。とある事件で平助の右掌を誤って斬りつけてしまう。
雪村佐吉（ゆきむら さきち）
19歳。平助の八番隊預かりの隊士。入隊前に五条橋の付近で武士4人に因縁をつけられているのを偶然通りかかった土方に助けられる。土方に好意を抱いているが、ある秘密を抱えている。
楠小十郎（くすのき こじゅうろう）
18歳。原田預かりの隊士。あどけない少女のような容貌の美少年。平助に自身の将来の展望を語り、「長州は敵ですか」と問いかける。
尾崎親子（おざき しんじ）
28歳。平助預かりの隊士。どことなく土方に雰囲気が似た眼光の鋭い長身の男。平助は尾崎を苦手に感じる。
井口陽介（いぐち ようすけ）
平助預かりの隊士。
松浦相馬（まつうら そうま）
平助預かりの隊士。
中沢一武（なかざわ いちぶ）
三十代半ばの平助預かりの隊士。何者かに斬殺される。
成田光次郎（なりた こうじろう）
永倉預かりの隊士。親しかった中沢を置き去りにして敵前逃亡した罪で土方に処刑される。
野口健司（のぐち けんじ）
芹沢一派であったが、若年のため芹沢らとは距離があり粛清を免れた。同門である永倉は目をかけていたが「喧嘩の仲裁」という隊規違反で切腹させられる。
竜田萩之進（たつた はぎのしん）
土方付の小姓の美少年。元々は伊東道場の門弟で、剣術修行に熱心な商家の次男だった。
篠原泰之進（しのはら たいのしん）
伊東の腹心。孝明天皇の御陵を警護する任を拝命できるように朝廷にはたらきかけた。
服部武雄（はっとり たけお）
伊東道場に出入りしていた神奈川奉行所の役人だったが、新選組加盟のため離脱した。隊内一の沖田にも勝るとも劣らない凄腕の剣客。平助との三番勝負で一本目は取られたものの勝利する。平助が池田屋で額を割られて以来、刀を恐れていることを剣を一度交えただけで看破する。
新井忠雄（あらい ただお）
新選組監察を経て御陵衛士となる。一本気で剣術に秀でた正義感の強い男で伊東から信頼されている。
佐野七五三之助（さの しめのすけ）
新選組が幕臣に取り立てられる際、自分と同じ勤皇派である御陵衛士との合流を図ろうとするも失敗。同志の茨木司、富川十郎、中村五郎らとともに会津藩邸に出向くが、邸内に潜伏していた新選組隊士達によって処刑されてしまう。
毛内監物（もうない けんもつ）
新選組では隊の学問指導にあたっていて剣はあまり得意ではない。穏和でおとなしいが思慮深い。伊東に見出され衛士となり、伊東一派の建白書作成等に大いに尽力する。

### その他関係者
平助の母
江戸藩邸で平助を身ごもり、身重のまま暇を出された。平助を藤堂和泉守の落胤・武士の男子として厳しく育てるが、平助にとってはそれが重い枷となる。生活に困窮し身を売るが、そのために心を病んでしまう。労咳で命を落とす。
蓮（れん）
清河の恋人。遊女上がりの美しい娘だったが、お尋ね者となった清河のために捕まり責め苦の末に命を落とした。清河は人を斬ることを怖れる清い心を持ち合わせた平助に容貌だけではなく心も綺麗だった蓮の面影を重ねる。
お梅（おうめ）
菱屋の妾だったが、屯所に使いで通ううちに芹沢の愛人となる。平助に芹沢への想いを話し、お梅の幸せを心から願う平助の優しさに涙を流す。
紀乃（きの）
24歳。島原の芸妓。平助と相思相愛の恋仲になる。腹違いの兄がいる。
堀内謙吾（ほりうち けんご）
左頬に刀傷のある長身の男。重い労咳を患っている。
君尾（きみお）
「勤皇芸者」の異名を持つ祇園随一の芸妓。困っているところをたまたま居合わせた平助に助けられる。近藤をも魅了した自分に言い寄らなかった男として平助に強い印象を抱く。
水野弥太郎（みずの やたろう）
新選組に御用達として出入りしていた侠客。岐阜の三人衆の一人で200人の子分がいる。平助の籠絡により御陵衛士の配下となる。
清水磯吉（しみず いそきち）
京の侠客の親分。平助の呼びかけで衛士の活動資金を提供する約束をする。

### 幕府関係者
横山主税（よこやま ちから）
会津藩家老。平助の佩刀・上総介兼重に関心を寄せる。
松平容保（まつだいら かたもり）
会津藩の当主で京都守護職。平助の佩刀を確認し「津藩主（和泉守）の長子が同じ刀を持っているのを見かけた」と伝え、出生をたずねる。
一橋慶喜（ひとつばし よしのぶ）
のちの最後の将軍・15代将軍徳川慶喜。あまりに賢明すぎるがゆえに先が見えすぎてしまい、常人には理解しがたいエキセントリックな行動をしばしば取る。天狗党の乱の際、慶喜を頼ってきた党員らを無残に大量虐殺したことに対して平助は怒りを募らせる。

### 幕末の志士

#### 土佐
岡田以蔵（おかだ いぞう）
「人斬り以蔵」の異名をとる土佐脱藩浪人。四条河原町で巡察中の平助と一触即発となる。
坂本龍馬（さかもと りょうま）
平助が憧れる千葉道場同門の大先輩。その影響力の強さから暗殺の危機に晒されている。身を案じて伊東と共に寓居を訪ねてきた平助に対して、元新選組の隊長として数多くの同志を殺してきた件を咎めることなく気さくに接する懐の深い人物。
中岡慎太郎（なかおか しんたろう）
土佐出身の志士。伊東の九州遠征の際、大宰府で合流し今後は協力関係になることを誓い合った。

#### 長州
桂小五郎（かつら こごろう）
上品な物腰の男。江戸での他流試合の折に平助と顔を合わせたことがある。乞食に身をやつして京に潜伏していた際、窮地を平助に救われる。
高杉晋作（たかすぎ しんさく）
長州藩内でも評価の分かれる風雲児。その強気な外交姿勢を英国人から「魔王のよう」と評される。
久坂玄瑞（くさか げんずい）
長州の過激尊攘志士。八・一八の政変以降、長州が京で急速に評判を落としていることを上洛した際に肌で感じ、危機感を抱く。
古高俊太郎（ふるたか しゅんたろう）
幕府が目をつけている長州の危険人物。枡屋喜右衛門と変名して割木商を営みつつ、長州の手助けをする。正体を見破られ新選組に捕縛され、土方らから壮絶な拷問を受けてついに同志の計画を白状してしまう。

#### 薩摩
西郷吉之助（さいごう きちのすけ）
各藩が動向を注視する最大の実力者。一時遠島となっていたがやがて薩摩藩に復帰。皇家に尽くすことを第一とし、私欲がない。
大久保利通（おおくぼ としみち）
薩摩藩士。朝廷との接触を図る伊東を手助けをする。

#### その他
真木和泉（まき いずみ）
久留米出身。禁門の変で長州と共に主戦派として参加するが、久坂と意見が分かれ対立する。

## 書籍
- 『SAMURAI―裏切者』文芸社、2000年9月。ISBN 978-4835506746
- 『新選組藤堂平助』文芸社、2003年10月。ISBN 978-4835566528
- 『新選組藤堂平助』文藝春秋（文春文庫）、2007年11月。ISBN 978-4167717506